# Bingham (város, Maine)
Bingham város az USA Maine államában, Somerset megyében. Lakosainak száma 866 fő (2020. április 1.).

## Népesség
A település népességének változása:

| 2010 | 922 |
| 2020 | 866 |